# 图姆宁河
图姆宁河（俄语：Река Тумнин）或托穆津河是哈巴羅夫斯克邊疆區瓦尼诺区的河流，發源自锡霍特山脉东坡，河道全長364公里，流域面積22,400平方公里，流量252立方米每秒。河水主要來自雨水，最終注入韃靼海峽，每年十一月至翌年五月結冰。
它起源于锡霍特-阿林山脉北部霍米山脊的克鲁塔亚山的北坡，标高1268米。大致向东南方向流淌，流入鞑靼海峡的达塔湾。它是一条典型的山区河流，只有在下游会平静下来，总宽度可达600米，形成分支。河口长约11公里，有潮汐现象和水的盐度变化。下游的泥炭沼泽使水呈现棕色。水浊度小于50克每立方米。含碳氢化合物类和钙类，钠离子和钾离子含量高。水的盐度为30至60毫克每升。水来源复合，以降雨为主。在夏季形成洪水3到4次。年平均流量约为252立方米每秒。通常11月上半月结冰，在4月下旬至5月初破裂化冻，比该地区其他河流晚一两周。到2月中旬，河流下游的冰层厚度通常达到一米以上。该河从源头流向河口，流经锡霍特-阿林山区，沿岸植被主要是混交林，如桦树、白杨、桤木，和轻针叶松针叶林。河岸是鹅卵石，有些地方是悬崖和岩石，下游堤岸上长着苔藓和芦苇。沿着河床，有许多面积和形状各异的岛屿，其中大多数是无名的。
它是鲑科和鲟科的产卵地，花羔红点鲑、远东红点鲑、远东哲罗鱼、茴鱼属、粉红鲑、樱鳟、大马哈鱼、米氏鲟、珠星拟赤稍鱼等鱼类生活在该河中。河左岸靠近河口处是图穆宁自然保护区，面积143,100公顷，其中生活着许多珍惜物种。日本公鱼、美洲胡瓜魚、鲽科、细身宽突鳕、鮻、绵鳚、三刺鱼、杜父鱼科等海生鱼分布在河口处，涨潮时，上层水是淡水，在河底上游几公里处有一股清洁的海水逆流，盐水不断停滞在坑中。
从达塔村到戈洛切夫斯基岛上的阿尔谢尼耶夫卡村的航线航行在这条河上，使用小型船。河水还供工业和生活用水。阿穆尔河畔共青城至苏维埃港的铁路经过图姆宁河的河谷。

## 引用
1. ↑  谭其骧. . 中国地图出版社. 1982-1987.
2. ↑  А·П·穆拉诺夫. . 列宁格勒: 气象出版社. 1966 （俄语）.
3. ↑  . 列宁格勒: 气象出版社 （俄语）.
4. ↑  Т·А·基谢尔科瓦娅. . 列宁格勒: 气象出版社. 1977 （俄语）.
5. ↑  . Verumwiki （俄语）.
6. ↑  А. М. Прохоров (编). . . 1969—1978.